# 蓬迪纳瓦
蓬迪纳瓦（法語：Pont-du-Navoy，法語發音：[pɔ̃ dy navwa]）是法国汝拉省的一个市镇，属于隆斯勒索涅区。

## 地理
蓬迪纳瓦（46°43'27"N, 5°46'40"E）面积9.46 平方千米，位于法国勃艮第-弗朗什-孔泰大區汝拉省，该省份为法国东部内陆省份，北起上索恩省，西北接科多尔省，西临索恩-卢瓦尔省，南至安省，东与杜省和瑞士接壤。
与蓬迪纳瓦接壤的市镇（或旧市镇、城区）包括：克罗特奈、博讷方丹、尚帕尼奧勒、莫内城、安河畔蒙蒂尼、欧特罗什。

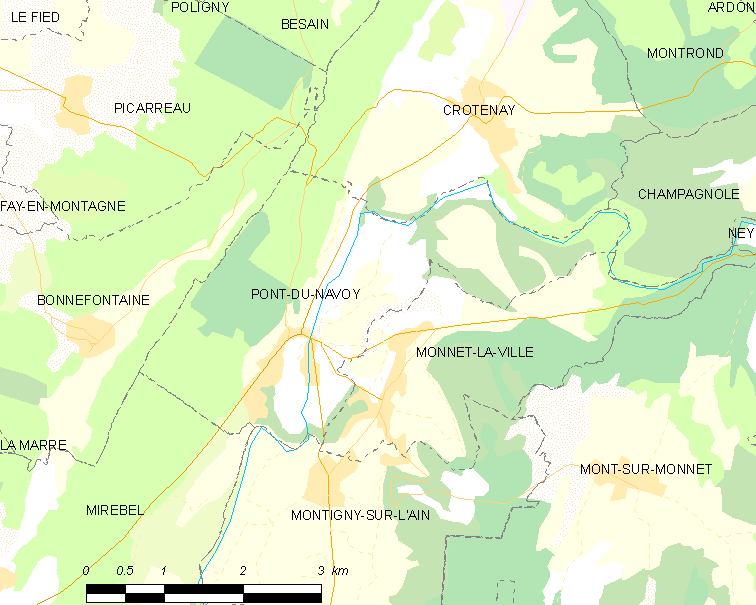
蓬迪纳瓦的OSM定位图

蓬迪纳瓦的时区为UTC+01:00、UTC+02:00（夏令时）。

## 行政
蓬迪纳瓦的邮政编码为39300，INSEE市镇编码为39437。

## 政治
蓬迪纳瓦所属的省级选区为尚帕尼奥勒县。

## 人口

1962-2008年间蓬迪纳瓦人口变化图示

蓬迪纳瓦于2022年1月1日时的人口数量为275人。